# NHL-játékosok Szervezete
Az NHL-játékosok Szervezete (National Hockey League Players' Association vagy NHLPA) a National Hockey League játékosok érdekeinek védelmében jött létre Észak-Amerikában.

## A szövetség elnökei
- Ted Lindsay (1957-1958)
- Bob Pulford (1967-1972)
- Ken Dryden (1972-1974)
- Pit Martin (1974-1975)
- Bobby Clarke (1975-1979)
- Phil Esposito (1979-1981)
- Tony Esposito (1981-1984)
- Bryan Trottier (1984-1992)
- Doug Wilson (1992-1993)
- Mike Gartner (1993–1998)
- Trevor Linden (1998–2006)
- nincs elnök 2006-tól